# Chrissy Metz
Christine Michelle Metz (ur. 29 września 1980 w Homestead) – amerykańska aktorka. Wystąpiła m.in. w roli Kate Pearson w serialu Tacy jesteśmy, za którą była dwukrotnie nominowana do Złotego Globu.

## Filmografia

### Filmy
| Rok  | Tytuł                          | Rola        | Uwagi                |
| ---- | ------------------------------ | ----------- | -------------------- |
| 2007 | Loveless in Los Angeles        | Bonnie      |                      |
| 2008 | Wiadomości bez cenzury         | Heavy Girl  | nieuwzgl. w napisach |
| 2018 | Sierra Burgess jest przegrywem | Trish       |                      |
| 2019 | Przypływ wiary (Breakthrough)  | Joyce Smith |                      |
| 2022 | Stay Awake                     | Michelle    |                      |

### Telewizja
| Rok       | Tytuł                              | Rola                  | Uwagi          |
| --------- | ---------------------------------- | --------------------- | -------------- |
| 2005      | Ekipa                              | Counter Girl          | 1 odc.         |
| 2005      | All of Us                          | Ruby                  | 1 odc.         |
| 2008      | Na imię mi Earl                    | Chunk                 | 1 odc.         |
| 2009      | Solving Charlie                    | Maggie Harmon         | film TV        |
| 2010      | Huge                               | Shoshanna             | 1 odc.         |
| 2014–2015 | American Horror Story: Freak Show  | Ima "Barbara" Wiggles | 5 odc.         |
| 2016–2022 | Tacy jesteśmy                      | Kate Pearson          | w gł. obsadzie |
| 2018–2019 | Kung Fu Panda: The Paws of Destiny | Mei Mei               | rola drugopl.  |